# 황토현 전투
황토현 전투(黃土峴戰鬪)는 1894년 5월 11일 동학 농민 운동 당시 농민군이 전북 정읍 황토현 일대에서 관군을 무찌르고 첫 승리를 거둔 전투로 후에 황룡촌 전투에서도 승리하게 되었다.

## 배경
1894년 2월 15일(음력 1월 10일) 전북 고부에서 고부 민란을 시작으로 발발한 농민 운동은 규모가 커져 4월 5일(음력 2월 30일) 전북 고창군 무장에서는 전봉준, 손화중, 김개남 등 남접계 지도자들이 4000명의 농민군을 이끌고 정읍군 태인 주산리에서 태인접주 최경선이 이끄는 300명의 농민군과 말목장터에 집결한 수백 명의 농민군들까지 합세해 고부 관아를 점령하고, 무기고를 털어 총기와 화포로 무장했다.
후에 금주, 부안, 고창 등 여러 곳에서 농민군이 집결하고 5월 5일(음력 4월 1일) 태인과 5월 8일(음력 4월 4일) 부안 관아를 점령했다. 이에 조정에서는 전라감사 김문현, 영관 이경호 등이 영내 잡색군 등 총 1만 명의 대군을 이끌고 정읍 황토현으로 진격했다.
홍계훈은 경군이 도착하면 합류해 싸우라 명했지만, 소집된 민병(특히 보부상)들의 군기문란 등으로 인해 결전을 벌이기로 한 것

## 전투 과정
감영군 700명과 향군 600명 등 1300명의 관군이 태인을 지나 백산으로 가고 있었는데 음력 4월 6일 태인 인근 화호 나루 일대에서 첫 접전이 이루어졌다.
농민군은 패주하는 척하였고 관군은 농민군을 추격했다. 농민군은 정읍 황토현에 진을 치고 관군도 황토현 부근에 진을 쳤다.
음력 4월 7일 새벽 농민군은 관군에게 포를 쏘아 혼란에 빠뜨린 뒤 미처 대처하지 못한 관군을 추격해 패주시켰고 이 과정에서 영관 이경호가 농민군들에게 체포되어 전사했다. 이 전투의 승리로 농민군은 사기가 충천하게 되었고 전주로도 진격할 수 있었다.

## 같이 보기
- 동학 농민 운동
- 전주화약